# Ilex duidae
Ilex duidae là một loài thực vật có hoa trong họ Aquifoliaceae. Loài này được Gleason mô tả khoa học đầu tiên năm 1931.